# Fenain Communal Cemetery
Fenain Communal Cemetery is een Britse militaire begraafplaats gelegen in de Franse plaats Fenain (Noorderdepartement). De begraafplaats wordt onderhouden door de Commonwealth War Graves Commission.
De begraafplaats telt een Brits WW2-graf.